# Выход дьявола (фильм)
«Выход дьявола» (англ. The Devil Rides Out, 1968) — фильм ужасов. Экранизация одноимённого романа Дэнниса Уитли. В отличие от многих других фильмов Hammer Film Productions, содержит мало сцен насильственного и сексуального содержания, а тон фильма более серьёзный.

## Сюжет
Граф де Ришло (Кристофер Ли), знаток оккультных сил, узнает, что его друг Симон (Патрик Мауэр) распрощался с чёрной магией и попал в руки сатанистов, чьих предводителем является некто Моката (Чарльз Грей). Такой ход событий не нравится графу, поэтому он оглушает Симона и уводит его с помощником Рексом (Леон Грин) в свою усадьбу. Но ужасный Моката так просто не сдается: его молодчики крадут Танифу (Найк Арриги), дочку своего противника, чтобы принести её в жертву Ангелу Смерти…